# Cyaneolytta violacea
Cyaneolytta violacea is een keversoort uit de familie van oliekevers (Meloidae). De wetenschappelijke naam van de soort is voor het eerst geldig gepubliceerd in 1833 door Brandt & Ratzenburg.